# Мурамацу
Мурамацу (яп. 村松町 Мурамацу-мати) — посёлок в Японии, располагавшийся в северо-восточной части префектуры Ниигата. 1 января 2006 года Мурамацу вошёл в состав города Госэн. Площадь 253,07 км². Население на 1 апреля 2005 года составляло 19 817 чел., а плотность населения — 78,31 чел./км².